# Chadstone
Chadstone – osada w Anglii, w hrabstwie Northamptonshire, w dystrykcie (unitary authority) West Northamptonshire. Leży 10 km na wschód od miasta Northampton i 90 km na północny zachód od Londynu.